# Виње Вецкије (Ливорно)
Виње Вецкије је насеље у Италији у округу Ливорно, региону Тоскана.
Према процени из 2011. у насељу је живело 25 становника. Насеље се налази на надморској висини од 70 м.